# Barczi Pál
Barczi Pál (Sajószentpéter, 1933. szeptember 12. – Miskolc, 2003. június 17.) Munkácsy-díjas grafikus- és festőművész. Miskolcon élt és alkotott.

## Élete, munkássága
Apja gazdálkodó volt, de 1943-ban – frontszolgálat helyett – bányamunkára kötelezték. Miskolc bombázásakor éppen a közelben voltak apjával, szenet fuvaroztak. A polgári iskolája alighogy elkezdődött, véget is ért, az iskolát kórháznak használták az egymást váltó németek, románok és szovjetek. A háború után persze folytatódott az iskola, ami után az üveggyárban kezdett dolgozni. Az iskolában már felfigyeltek kiváló rajzkészségére, előbb Csík Géza, majd később Keller Lívia festőművészek. Mindig szerzett valahonnan papírt és rajzeszközöket, de még az üveggyárban is sokat festett. Testvérei büszkék voltak Palira, és képeit – amolyan rögtönzött kiállításként – kirakták a ház árkádos falára. Ezt vette észre egy alkalommal Lukovszky László festőművész, aki aztán meghatározó mestere lett.
1952-ben felvették a Magyar Képzőművészeti Főiskolára, ahol a miskolci születésű Kmetty János osztályába osztották be. A tanár szakon Pap Gyula növendéke volt, majd Koffán Károlynál tanult grafikát. 1958-ban végzett, ami után Feledy Gyula hívására Miskolcra ment, ahol már alakulóban volt a grafikai műhely. Már volt egy rézkarcnyomó-gép, nemsokára litógép is lett, és remek művésztársaság jött össze, sok „külsős” is érkezett, akiknek hasonlók voltak a törekvéseik, figyeltek egymás dolgaira és sokat beszélgettek a grafika kérdéseiről. Barczi Pál gyorsan bekapcsolódott ebbe a pezsgő közegbe, részt vett az első Miskolci Képzőművészeti Kiállításon és az első Országos grafikai biennálén is. Mindkét sorozatnak többszörös díjazottja volt. 1964–1967 között Derkovits-ösztöndíjas volt, ami fontos anyagi biztonságot és alkotói szabadságot jelentett számára.
Művészetéről ezt nyilatkozta egy alkalommal: „Én nem lerajzolni akartam valamit, én megrajzolni igyekeztem. Hordozzon üzenetet a mű.” Munkálkodása közepette tanulmányutakon, szimpóziumokon igyekezett nemzetközi kitekintést, tapasztalatot szerezni. 1973-ban részt vett a besztercebányai Grafikai Szimpóziumon, az 1978-as berlini Nemzetközi Grafikai Szimpózium (Kunt Ernővel), tanulmányúton volt Prágában (1956), Olaszországban (1964), Jugoszláviában (1970), Krakkóban (1972), 1979-ben Moszkvában, 1984-ben Vologdában (Miskolc testvérvárosában), 1992-ben Svájcban. 1987-től a nyíregyházi Bessenyei György Tanárképző Főiskola tanára volt. 2001-ben szülővárosa, Sajószentpéter, díszpolgárává választotta. Alkotásait számos hazai és külföldi közgyűjteményben őrzik.
Barczi Pál, mint szinte mindenki, megrendelésekre is dolgozott. Erről azt nyilatkozta, hogy „… olyat soha nem csináltam, amit akkor, vagy utólag szégyellnem kellene. Tanítani is azért mentem el, hogy ne kelljen vásári dolgokkal foglalkoznom. Én a magyar képzőművészet olyan sodrába helyezem magam, mint aki nem adta fel a figuratív művészetet. Az a humánus gondolat vezérel, amely az emberből indul ki, és az emberhez jut el. Az ember pedig együtt él a világgal, annak minden képi megnyilvánulása, vizuális léte érdekel, ami a sorsommal, életemmel függ össze. Főleg az ember hite foglalkoztat.”
Művészetéről ezt írja az egyik képzőművészeti honlap: „A látvány nyers valóságát ábrázolja tájképein és városképein. Korai munkái konstruktivista hatásról tanúskodnak, későbbi alkotásai archaizáló stílusúak. Témái a társadalmi, emberi problémák ábrázolásának körében mozognak.” Ő maga ezt írta egy kiadványban: „Mit írhat egy »képíró« magáról? Képzőművésznél a művek a lényegesek. Amennyiben a képzőművész ír, már nem a saját kifejező eszközét használja. Az írás újabb műfajt, formát, igényt támaszt művelőinek, úgy érzem erre nincs megfelelő fegyverzetem. Ha lenne, már bizonyára jelentkezett volna ennyi idő után, természetesen megfelelő színvonalon, mert ez alatt nincs értelme az írásnak sem. Képzőművésznek, ha van mondanivalója (forma és műfaji megkötés nélkül) koráról legjobb tudása, kifejezőereje tudatában műveiben kell felmutatnia. Ez a legtöbb, amit tehet. Ezenkívül minden pótcselekvés. Teheti mindenki, ami emberiségéből, képességéből ezután még telik. Művészi hitvallásomat tükrözik eddig alkotott munkáim. Ezután is bármi áron folytatom a magam választotta utat, annak ellenére is, hogy a kor divatjainak éppen nem felelek meg.”

## Válogatott egyéni kiállításai
- 1967 – Libresso, Miskolc
- 1968 – Dürer Terem, Budapest
- 1971 – Sajószentpéter
- 1972 – Tokaj
- 1973 – Ózd
- 1975 – Salgótarján
- 1980 – Miskolci Galéria, Miskolc
- 1982 – Déryné Művelődési Ház, Sajóbábony
- 1983 – Mini Galéria, Miskolc
- 1984 – Művelődési Ház, Hajdúszoboszló
- 1985 – Egyetemi Galéria, Miskolci Egyetem, Miskolc
- 1986 – Sajóbábony
- 1986 – Kazincbarcika
- 1986 – Liszt Ferenc Művelődési Ház, Ózd
- 1988 – Városi Kiállítóterem, Kazincbarcika
- 1988 – Művelődési Ház, Mátészalka
- 1994 – Miskolci Galéria, Miskolc
- 1996 – Kazincbarcika
- 1998 – Miskolci Galéria, Miskolc
- 2001 – II. Rákóczi Ferenc Megyei Könyvtár, Miskolc (Lenkey-Tóth Péterrel)

## Válogatott csoportos kiállítások
- 1958-tól – Miskolci Országos Képzőművészeti Kiállítás, Miskolc
- 1958-tól – Miskolci Téli Tárlat, Miskolc
- 1961-től – Országos grafikai biennálé, Miskolc
- 1968-tól – Országos Akvarell Biennálé, Eger
- 1969 – Mai magyar grafika, Magyar Nemzeti Galéria, Budapest
- 1971 – Dürer emlékkiállítás, Magyar Nemzeti Galéria, Budapest
- 1972 – Dózsa emlékkiállítás, Magyar Nemzeti Galéria, Budapest
- 1971 – Új Művek, Műcsarnok, Budapest
- 1982-től – Országos Rajzbiennálé, Nógrádi Sándor Múzeum, Salgótarján
- 1983 – Miskolci Művészek, Herman Ottó Múzeum, Miskolc
- 1986 – 1987 – SZOT-ösztöndíjasok, Magyar Nemzeti Galéria, Budapest
- 1995 – Vonal, Vigadó Galéria, Budapest
- 1997 – Miskolci Művészek, Herman Ottó Múzeum, Miskolc
- Magyar grafikai kiállítások Nagy-Britannia, Amerikai Egyesült Államok, Németország, Csehszlovákia, Lengyelország, Jugoszlávia, Olaszország, Japán, Románia, Svédország, Szovjetunió

## Díjai, elismerései
- 1959, 1962 – a Miskolci Országos Képzőművészeti Kiállítás grafikai-díja
- 1961, 1967, 1969, 1971, 1975 – a Miskolci Országos grafikai biennálék díja
- 1963 – Stúdió „Családi Pályázat”-díj
- 1964–1967 – Derkovits-ösztöndíj
- 1975 – Miskolc város ösztöndíja
- 1976 – Munkácsy Mihály-díj
- 1984 – 1994 – a Miskolci Téli Tárlat díja
- 1988 – SZOT-díj
- 1996 – Az év grafikája-díj
- 2001 – Sajószentpéter díszpolgára
- 2003 – Kondor Béla-díj

## Művei közgyűjteményekben
- Bakony Múzeum, Veszprém
- Banja Lukai Múzeum, Bosznia-Hercegovina
- Besztercebányai Múzeum, Szlovákia
- Damjanich János Múzeum, Szolnok
- Herman Ottó Múzeum, Miskolc
- Magyar Nemzeti Galéria, Budapest
- Munkácsy Mihály Múzeum, Békéscsaba
- Müncheni Grafikai Cabinet, Németország
- Sárospataki Képtár, Sárospatak
- Városi Gyűjtemény, Kiel, Németország